# Ladies Open of Portugal
O Ladies Open of Portugal foi um torneio profissional feminino de golfe do Circuito Europeu Feminino, disputado em Portugal. A primeira edição ocorreu em 1994, sob o nome de Costa Azul Ladies Open e foi vencida pela francesa Sandrine Mendiburu contra a inglesa Lora Fairclough.

## Vencedoras
A lista pode estar incompleta
| Ano                             | Local                           | Campeã                          | País                            | Resultado                       | Margem de vitória               | Vice-campeã(s)                  | País                            |
| ISPS Handa Portugal Ladies Open | ISPS Handa Portugal Ladies Open | ISPS Handa Portugal Ladies Open | ISPS Handa Portugal Ladies Open | ISPS Handa Portugal Ladies Open | ISPS Handa Portugal Ladies Open | ISPS Handa Portugal Ladies Open | ISPS Handa Portugal Ladies Open |
| ------------------------------- | ------------------------------- | ------------------------------- | ------------------------------- | ------------------------------- | ------------------------------- | ------------------------------- | ------------------------------- |
| 2011                            | Campo Real                      | Ashleigh Simon                  | África do Sul                   | 200 (−16)                       | 3 tacadas                       | Gwladys Nocera                  | França                          |
| Portugal Ladies Open            |                                 |                                 |                                 |                                 |                                 |                                 |                                 |
| 2010                            | Campo Real                      | Karen Lunn                      | Austrália                       | 204 (−12)                       | 1 tacada                        | Trish Johnson                   | Inglaterra                      |
| 2010                            | Campo Real                      | Karen Lunn                      | Austrália                       | 204 (−12)                       | 1 tacada                        | Iben Tinning                    | Dinamarca                       |
| Ladies Open of Portugal         |                                 |                                 |                                 |                                 |                                 |                                 |                                 |
| 2009                            | Golden Eagle                    | Johanna Westerberg              | Suécia                          | 213 (−3)                        | Playoff                         | Tania Elosegui                  | Espanha                         |
| 2008                            | Quinta de Cima                  | Anne-Lise Caudal                | França                          | 203 (−16)                       | 1 tacada                        | Gwladys Nocera                  | França                          |
| 2008                            | Quinta de Cima                  | Anne-Lise Caudal                | França                          | 203 (−16)                       | 1 tacada                        | Georgina Simpson                | Inglaterra                      |
| Ladies Open de Portugal         |                                 |                                 |                                 |                                 |                                 |                                 |                                 |
| 2007                            | Gramacho Pestana                | Sophie Giquel                   | França                          | 206 (−10)                       | 2 tacadas                       | Louise Stahle                   | Suécia                          |
| Estoril Ladies Open of Portugal |                                 |                                 |                                 |                                 |                                 |                                 |                                 |
| 2006                            | Quinta da Marinha Oitavos       | Stéphanie Arricau               | França                          | 207 (−9)                        | 5 tacadas                       | Gwladys Nocera                  | França                          |
| Algarve Ladies Open of Portugal |                                 |                                 |                                 |                                 |                                 |                                 |                                 |
| 2005                            | Gramacho Pestana                | Cecilia Ekelundh                | Suécia                          | 210 (−6)                        | 3 tacadas                       | Ludivine Kreutz                 | França                          |
| Ladies Open of Portugal         |                                 |                                 |                                 |                                 |                                 |                                 |                                 |
| 2004                            | Aroeira I                       | Cecilia Ekelundh                | Suécia                          | 206 (−10)                       | 3 tacadas                       | Linda Wessberg                  | Suécia                          |
| Lancia Ladies Open of Portugal  |                                 |                                 |                                 |                                 |                                 |                                 |                                 |
| 2003                            | Aroeira II                      | Alison Munt                     | Austrália                       | 209 (−7)                        | Playoff                         | Elisabeth Esterl                | Alemanha                        |
| Ladies Open of Costa Azul       |                                 |                                 |                                 |                                 |                                 |                                 |                                 |
| 2002                            | Aroeira (Novo)                  | Kanna Takanashi                 | Japão                           | 139 (−5)                        | 1 tacada                        | Julie Forbes                    | Escócia                         |
| Estoril Ladies Open             |                                 |                                 |                                 |                                 |                                 |                                 |                                 |
| 1997                            | Clube de Golf do Estoril        | Mandy Sutton                    | Inglaterra                      | 202                             | 1 tacada                        | Karina Orum                     | Dinamarca                       |
| Costa Azul Ladies Open          |                                 |                                 |                                 |                                 |                                 |                                 |                                 |
| 1996                            | Troia e Aroeira GC              | Shani Waugh                     | Austrália                       | 214                             | 2 tacadas                       |                                 |                                 |
| 1995                            | Troia e Montado GC              | Marie-Laure de Lorenzi          | França                          | 205                             | 2 tacadas                       | Evelyn Orley                    |                                 |
| 1994                            | Montado Troia e Aroeira GC      | Sandrine Mendiburu              | França                          | 140                             | 1 tacada                        | Lora Fairclough                 | Inglaterra                      |